# Quyền LGBT ở Đài Loan
Quyền đồng tính nữ, đồng tính nam, song tính và chuyển giới ở Đài Loan, được chính thức gọi là Trung Hoa Dân quốc, được coi là một trong những tiến bộ nhất ở Đông Á và Châu Á nói chung. Cả nam và nữ hoạt động tình dục đồng giới đều hợp pháp; tuy nhiên, các cặp đồng giới và hộ gia đình do các cặp đồng giới đứng đầu vẫn chưa đủ điều kiện bảo vệ pháp lý dành cho các cặp khác giới.
Hành chính viện Trung Hoa Dân Quốc lần đầu tiên đề xuất sự công nhận hợp pháp của hôn nhân đồng giới vào năm 2003; tuy nhiên, dự luật đã nhận được sự phản đối lớn vào thời điểm đó và không được bỏ phiếu. Phân biệt đối xử trên cơ sở xu hướng tính dục, bản dạng giới và đặc điểm giới trong giáo dục đã bị cấm trên toàn quốc kể từ năm 2004. Liên quan đến việc làm, phân biệt đối xử thiên hướng tình dục cũng đã bị cấm trong luật kể từ năm 2007.
Taiwan Pride năm 2015 có sự tham gia của gần 80.000 người tham gia, khiến nó trở thành lớn nhất thứ hai LGBT Pride ở châu Á sau diễu hành ở Tel Aviv, Israel, khiến nhiều người nhắc đến Đài Loan là một trong những quốc gia tự do ở Châu Á. Năm 2018, số người tham gia đã tăng lên 137.000 người.
Vào ngày 24 tháng 5 năm 2017, Tòa án Hiến pháp phán quyết rằng các luật hôn nhân hiện hành là vi hiến và các cặp đồng giới nên có quyền kết hôn. Tòa án đã cho Quốc hội (Lập pháp viện Trung Hoa Dân Quốc) tối đa hai năm để sửa đổi hoặc ban hành luật để hôn nhân đồng giới được công nhận về mặt pháp lý. Theo phán quyết của tòa án, nếu Quốc hội không làm như vậy trước ngày 24 tháng 5 năm 2019, hôn nhân đồng giới sẽ tự động trở thành hợp pháp.

## Công nhận mối quan hệ đồng giới
Vào tháng 10 năm 2003, Hành chính viện Trung Hoa Dân Quốc đã đề xuất luật trao quyền kết hôn và nhận con nuôi cho các cặp đồng giới theo Luật cơ bản về quyền con người, nhưng nó vấp phải sự phản đối của các thành viên của cả Nội các (được thành lập bởi Đảng Dân chủ Tiến bộ, DPP) và Lập pháp (do Quốc Dân Đảng điều khiển - lãnh đạo Pan-blue liên minh) và bị đình trệ từ đó, và do đó không được bỏ phiếu.
Năm 2011, nhằm mục đích thúc đẩy nhận thức về hôn nhân đồng giới, khoảng 80 cặp đồng tính nữ tổ chức tiệc cưới đồng giới lớn nhất Đài Loan, thu hút khoảng 1.000 bạn bè, người thân và người xem tò mò. Vào năm 2012, đám cưới Phật giáo đồng giới đầu tiên được tổ chức cho Fish Huang và đối tác của cô, You Ya-ting, với bậc thầy Phật giáo Shih Chao-hui chủ trì nghi lễ. Năm 2013, Chen Ching-hsueh và Kao Chih-Wei, cặp đôi đồng tính người Đài Loan thứ hai kết hôn công khai, đã từ bỏ cuộc chiến kéo dài để hôn nhân của họ được công nhận hợp pháp, với lý do áp lực xã hội dữ dội. Cuối năm đó, nhà hoạt động đồng tính trọn đời Chi Chia-wei đã chọn cuộc chiến của Chen và Kao để có hôn nhân đồng giới được công nhận, lần đầu tiên trình bày trường hợp của mình tại Tòa án hành chính cao cấp Đài Bắc.
Vào ngày 22 tháng 12 năm 2014, một đề xuất sửa đổi Bộ luật Dân sự đã hợp pháp hóa hôn nhân đồng giới là do Ủy ban Tư pháp của Lập pháp viện Trung Hoa Dân Quốc xem xét. Nếu sửa đổi đã qua giai đoạn ủy ban, thì nó sẽ được bỏ phiếu tại phiên họp toàn thể của Nguyên nhân lập pháp năm 2015. Việc sửa đổi bao gồm thay thế các điều khoản hiện hành về hôn nhân trong Bộ luật Dân sự bằng các điều khoản trung lập về giới, công nhận hiệu quả hôn nhân đồng giới. Nó cũng sẽ cho phép các cặp đồng giới nhận con nuôi. Yu Mei-nu của Đảng Dân chủ Tiến bộ (DPP), đã bày tỏ sự ủng hộ cho việc sửa đổi, cùng với hơn 20 nhà lập pháp DPP khác cũng như hai người từ Liên minh Đoàn kết Đài Loan và mỗi người từ đảng cầm quyền Kuomintang (Quốc dân Đảng) và Đảng đầu tiên nhân dân. Trung Hoa Dân Quốc sẽ trở thành quốc gia châu Á đầu tiên (và không phải là thực thể được LHQ công nhận) công nhận hợp pháp hôn nhân đồng giới nếu Bộ luật dân sự được sửa đổi. Tuy nhiên, dự luật đã bị đình trệ và nỗ lực chính thức thất bại vào tháng 1 năm 2016 khi Nguyên nhân lập pháp thứ tám kết thúc.
Vào tháng 11 năm 2015, khoảng hai tháng trước cuộc tổng tuyển cử, ứng cử viên tổng thống Thái Anh Văn đã tuyên bố ủng hộ hôn nhân đồng giới. Vào tháng 7 năm 2016, một số nhà lập pháp của Nhân dân lập pháp thứ chín tuyên bố rằng họ sẽ giới thiệu một dự luật hôn nhân đồng giới trong Quốc hội vào cuối năm nay. Vào tháng 10, hai dự luật kết hôn đồng giới đã được giới thiệu cho Lập pháp viện Trung Hoa Dân Quốc.
Vào ngày 24 tháng 3 năm 2017, Tòa án Hiến pháp đã nghe một vụ án do nhà hoạt động vì quyền đồng tính Chi Chia-wei đưa ra (đã cố gắng đăng ký kết hôn với bạn đời vào năm 2013) và Chính quyền thành phố Đài Bắc Sở Nội vụ. Cả hai dân oan đã yêu cầu giải thích hiến pháp về vấn đề này. Tòa án đã quyết định đưa ra phán quyết về việc Bộ luật Dân sự trên thực tế có cho phép kết hôn đồng giới hay không và nếu không, liệu điều đó có vi phạm các điều khoản theo Hiến pháp Trung Hoa Dân Quốc liên quan đến quyền bình đẳng và Tự do kết hôn. Những người xuất hiện trước Tòa án vào ngày hôm đó bao gồm cả những người của cả hai dân oan, Bộ trưởng Tư pháp Chiu Tai-san (người bảo vệ các luật hiện hành về hôn nhân) và một nhóm các học giả pháp lý. Đây là lần đầu tiên phiên tòa của Hiến pháp được phát trực tiếp.
Tòa án hiến pháp phán quyết vào ngày 24 tháng 5 năm 2017 rằng các điều khoản hiện tại liên quan đến hôn nhân trong Bộ luật Dân sự, trong đó tuyên bố rằng hôn nhân là giữa nam và nữ, là vi hiến. Hội đồng xét xử đã cho Quốc hội (Lập pháp viện Trung Hoa Dân Quốc) hai năm để sửa đổi hoặc ban hành luật mới, có khả năng đưa Đài Loan trở thành quốc gia đầu tiên ở châu Á hợp pháp hóa hôn nhân đồng giới. Tòa án quy định thêm rằng nếu Lập pháp viện Trung Hoa Dân Quốc không hợp pháp hóa hôn nhân đồng giới trong vòng hai năm, các cặp đồng giới sẽ có thể kết hôn bằng cách làm thủ tục đăng ký kết hôn hiện tại tại bất kỳ văn phòng đăng ký hộ khẩu nào.
Vào ngày 24 tháng 11 năm 2018, cử tri Đài Loan đã được trình bày với năm sáng kiến liên quan đến LGBT: cấm kết hôn đồng giới (Câu 10), cấm giáo dục giới tính bao gồm LGBT trong trường học (Câu hỏi 11), cho phép một loại kết hợp khác cho các cặp đồng giới (Câu hỏi 12), cho phép kết hôn đồng giới (Câu hỏi 14) và cuối cùng là duy trì giáo dục giới tính bao gồm LGBT trong trường học (Câu hỏi 15). Ba trong số những câu hỏi này đã được gửi bởi những người phản đối quyền LGBT và hai câu hỏi còn lại được gửi bởi những người ủng hộ quyền LGBT. Cử tri từ chối ý tưởng kết hôn đồng giới, vượt qua Câu hỏi 10, 11 và 12 và từ chối Câu hỏi 14 và 15. Tuy nhiên, Chính phủ Đài Loan vẫn bị ràng buộc về mặt pháp lý để cung cấp luật pháp tuân thủ phán quyết của Tòa án Tối cao. Thay vì thay đổi Bộ luật Dân sự hiện tại, các nhà lập pháp hiện đang dự kiến sẽ thông qua một luật riêng cho các cặp đồng giới.
Vào ngày 21 tháng 2 năm 2019, Hành chính viện Trung Hoa Dân Quốc đã thông qua dự thảo luật, mang tên Đạo luật thi hành án giải thích nhân dân tư pháp số 748 (tiếng Trung: 司法院釋字第748號解釋施行法), được phát hành vào ngày hôm trước. Dự thảo dự thảo đóng vai trò là cơ sở pháp lý cho các cuộc hôn nhân đồng giới và đã được gửi đến Lập pháp viện Trung Hoa Dân Quốc để xem xét nhanh trước khi được ban hành vào ngày 24 tháng 5 năm 2019. Dự thảo luật dành cho các cặp vợ chồng đồng giới gần như tất cả các quyền được cấp cho các cặp vợ chồng dị tính theo Bộ luật Dân sự, nhưng nó chỉ cho phép các cặp đồng giới nhận nuôi con có liên quan đến di truyền với một trong số họ. Đài Loan sẽ trở thành quốc gia đầu tiên ở châu Á hợp pháp hóa hôn nhân đồng giới.

### Đăng ký cặp đôi đồng giới
Vào tháng 5 năm 2015, đô thị đặc biệt của Cao Hùng đã công bố kế hoạch cho phép các cặp đồng giới đăng ký nhận xét về quan hệ đối tác của họ trên sổ đăng ký hộ gia đình trên máy vi tính, chủ yếu chỉ để tham khảo. Chẳng có ích gì khi một người muốn chấp thuận phẫu thuật thay mặt cho đối tác tại bệnh viện chẳng hạn. Tổ chức bảo vệ quyền LGBT của Đài Loan, một tổ chức phi chính phủ, đã chỉ trích kế hoạch này chỉ là một biện pháp để "tạo niềm vui" cho cộng đồng mà không có bất kỳ ảnh hưởng thực sự nào.
Vào ngày 17 tháng 6 năm 2015, đô thị đặc biệt của Đài Bắc đã trở thành khu vực tài phán thứ hai tại Đài Loan để thực hiện kế hoạch đăng ký quan hệ cho các cặp vợ chồng. Đài Trung tiếp theo phù hợp vào tháng 10 năm 2015. Đài Nam và Tân Bắc đã mở đăng ký cho các cặp đồng giới vào ngày 1 tháng 2 năm 2016. Vào ngày 1 tháng 3, thành phố tỉnh của Gia Nghĩa đã trở thành khu vực tài phán thứ sáu tại Đài Loan để thực hiện đăng ký quan hệ. Vào ngày 14 tháng 3, Đào Viên đã trở thành đô thị đặc biệt cuối cùng của Đài Loan công nhận các cặp đồng giới. Cả Huyện Chương Hóa và Huyện Tân Trúc đã thực hiện đăng ký quan hệ vào ngày 1 tháng 4. Vào ngày 20 tháng 5, Huyện Nghi Lan bắt đầu cho phép các cặp đồng giới đăng ký làm đối tác. Huyện Gia Nghĩa đã mở đăng ký cho các cặp đồng giới vào ngày 20 tháng 10. Đến đầu tháng 7 năm 2017, Thành phố Tân Trúc, Thành phố Cơ Long, Kim Môn, Quần đảo Mã Tổ, Huyện Miêu Lật, Huyện Nam Đầu và Huyện Bình Đông đã bắt đầu cung cấp dịch vụ đăng ký hộ khẩu cho quan hệ đối tác đồng giới. Bắt đầu từ ngày 3 tháng 7 năm 2017, cư dân sống ở các quận còn lại từ chối cung cấp đăng ký hợp tác đồng giới, bao gồm Vân Lâm, Hoa Liên, Đài Đông và Bành Hồ, có thể đăng ký hợp tác tại các thành phố hoặc quận khác, vì tính kỹ thuật của việc đăng ký đã được chuẩn hóa bởi Bộ Nội chính ở cấp quốc gia. Tính đến  tháng 6 năm 2017, tổng cộng 2.233 cặp đồng giới (tức là 4.466 cá nhân) đã được đăng ký, trong đó có 1.755 cặp đồng tính nữ.
Trong thực tế hiện nay, bất kỳ hai người chưa kết hôn nào có cùng giới tính đều có thể nộp đơn vào bất kỳ cơ quan đăng ký hộ gia đình nào (ngoại trừ bốn quận nêu trên) để ghi lại quan hệ đối tác của họ trên sổ đăng ký hộ khẩu. Tuy nhiên, thông tin này sẽ không được hiển thị trên Thẻ nhận dạng quốc gia hoặc Giấy chứng nhận hộ gia đình (thông tin này hiển thị thông tin cá nhân cơ bản của tất cả các cá nhân được đăng ký theo cùng một địa chỉ và mối quan hệ giữa những cá nhân này). Thay vào đó, văn phòng đăng ký hộ gia đình phát hành một lá thư cho người nộp đơn xác nhận đăng ký. Cao Hùng và Đài Bắc các đô thị cũng phát hành thẻ đối tác. Công dân có đối tác nước ngoài cũng đủ điều kiện đăng ký, nhưng đối tác nước ngoài cần cung cấp Giấy chứng nhận không có hôn nhân, hoặc tương đương, từ nước xuất xứ và được chứng thực bởi đại sứ quán hoặc văn phòng đại diện của Đài Loan.
Tuy nhiên, đăng ký hợp tác đồng giới hiện tại, là một biện pháp hành chính, không trao bất kỳ tư cách pháp lý thực tế nào cho một cặp đồng giới. Các biện pháp bảo vệ dành cho các đối tác đồng giới rất hạn chế, chẳng hạn như quyền yêu cầu nghỉ việc chăm sóc gia đình, xin nhà ở công cộng như một đơn vị gia đình (chỉ ở Đài Bắc) và đồng ý phẫu thuật thay cho đối tác. Tính đến  tháng 2 năm 2018, các biện pháp khác được đưa ra bởi Hành chính viện Trung Hoa Dân Quốc bao gồm cấp thị thực cư trú cho các đối tác nước ngoài có nguồn gốc từ các quốc gia nơi hôn nhân đồng giới được pháp luật công nhận.

## Thông qua và kế hoạch hóa gia đình
Các cặp đồng giới không thể nhận con nuôi hợp pháp. Hiện tại, cha mẹ không có bất kỳ quyền hợp pháp nào đối với con đẻ của bạn tình đồng giới của họ hoặc. Luật pháp Đài Loan chỉ cho phép những người đã kết hôn nhận con nuôi, nhưng cũng cho phép những người độc thân nhận nuôi, tùy thuộc vào hoàn cảnh, bao gồm cả những người LGBT cá nhân. Dự luật hôn nhân đồng giới, hiện đang chờ xử lý trong Yuan Yuan, sẽ trao cho các cặp đồng giới quyền nhận con nuôi có liên quan đến di truyền với một trong những đối tác.
Theo Đạo luật Sinh sản Nhân tạo (tiếng Trung: 人工生殖法), công nghệ hỗ trợ sinh sản chỉ dành cho các cặp vợ chồng. Tuy nhiên, Tập đoàn IVF Đài Loan, hợp tác với Trung tâm Sức khỏe sinh sản & Sinh sản của Đại học Stanford ở Hoa Kỳ, đã điều hành ít nhất một trung tâm cung cấp quyền truy cập IVF và thay thế tinh trùng cho người đồng tính nam và đồng tính nữ Đài Loan từ những năm 1990.

## Bảo vệ phân biệt đối xử
Phân biệt đối xử dựa trên khuynh hướng tình dục, bản dạng giới và các thuộc tính liên quan đến giới tính khác trong giáo dục đã bị cấm kể từ tháng 6 năm 2004 khi Đạo luật giáo dục bình đẳng giới (tiếng Trung: 性別平等教育法) đã được thông qua. Cụ thể, các trường phân biệt đối xử với học sinh do xu hướng tính dục hoặc bản dạng giới tính của họ, về mặt nhập học, hướng dẫn, đánh giá, v.v., có thể bị phạt 100.000 Đài tệ. Vào tháng 6 năm 2011, các điều khoản mới về bắt nạt tình dục đã được thêm vào Đạo luật. Các trường có nghĩa vụ ngăn chặn và báo cáo bắt nạt nhằm vào xu hướng tính dục hoặc bản dạng giới của một người.
Vào năm 2007 và 2008, Lập pháp viện Trung Hoa Dân Quốc đã thông qua sửa đổi hai luật lao động cấm phân biệt đối xử dựa trên xu hướng tính dục tại nơi làm việc. Bất kỳ chủ nhân nào vi phạm các điều khoản chống phân biệt đối xử trong Đạo luật dịch vụ việc làm (tiếng Trung: 就業服務法) hoặc Đạo luật về bình đẳng giới trong việc làm (tiếng Trung: 性別工作平等法) có thể phải đối mặt với mức phạt từ 300.000 Đài tệ đến 1.500.000 Đài tệ.
Vào tháng 3 năm 2010, Bộ Giáo dục đã thông báo rằng, bắt đầu từ năm 2011, chương trình học và sách giáo khoa sẽ bao gồm các chủ đề về quyền LGBT và không phân biệt đối xử. Theo Bộ, cải cách tìm cách "thoát khỏi sự phân biệt đối xử", vì "sinh viên nên có thể lớn lên hạnh phúc trong một môi trường khoan dung và tôn trọng". Do sự phản đối mạnh mẽ của các nhóm chống LGBT, một thỏa hiệp đã được thực hiện. Chẳng hạn, một mục tiêu dạy học đã được thay đổi từ "hiểu xu hướng tính dục của một người" sang "tôn trọng xu hướng tính dục đa dạng". Vào tháng 11 năm 2018, sau một trưng cầu dân ý, Bộ trưởng Giáo dục Yeh Jiunn-rong nói rằng sự chấp thuận của sáng kiến ("Bạn có đồng ý rằng Bộ Giáo dục và các trường riêng lẻ không nên dạy giáo dục liên quan đến đồng tính trong trường học?") không có nghĩa là Bộ Giáo dục sẽ ngừng thúc đẩy giáo dục bình đẳng giới, nhưng nội dung liên quan đến LGBT sẽ được xem xét để xem có cần sửa đổi theo quy định hay không. với kết quả trưng cầu dân ý.
Đạo luật dịch vụ chăm sóc dài hạn (tiếng Trung: 長期照顧服務法), ban hành vào tháng 1 năm 2017 để điều chỉnh các dịch vụ chăm sóc dài hạn cho người bị bệnh hoặc khuyết tật không thể sống độc lập hoàn toàn, có một điều khoản chống phân biệt đối xử bao gồm xu hướng tính dục và bản dạng giới.
Năm 2017, Tòa án Hiến pháp Đài Loan, còn được gọi là Tư pháp viện Trung Hoa Dân Quốc, đã ban hành J.Y. Giải thích số 748, trong đó nêu rằng Điều 7 của Hiến pháp cấm phân biệt đối xử dựa trên xu hướng tính dục. Phán quyết tuyên bố rằng "năm phân loại phân biệt đối xử không thể chấp nhận được quy định tại Điều 7 của Hiến pháp chỉ được minh họa, không được liệt kê hay cạn kiệt. quyền bình đẳng theo Điều khoản nói trên."

## Bản dạng và biểu hiện giới
Năm 2002, nhà hoạt động chuyển giới Tsai Ya-Ting đã không thành công kiến nghị văn phòng Tổng thống để cho phép cô sử dụng một bức ảnh thể hiện sự xuất hiện thực sự của mình trên Thẻ căn cước quốc gia.
Năm 2008, Bộ Nội chính đã quy định trong một lệnh hành pháp rằng người chuyển giới và người chuyển giới phải trải qua chuyển đổi giới tính để thay đổi giới tính hợp pháp của họ trên các tài liệu cá nhân.
Vào tháng 8 năm 2013, chính quyền Đài Loan đã chấp nhận yêu cầu đầu tiên của đất nước hôn nhân chuyển giới, sau khi ban đầu đặt câu hỏi về giới tính của cặp đôi.
Cuối năm 2014, Đài Loan tuyên bố kế hoạch bắt đầu cho phép người chuyển giới thay đổi giới tính hợp pháp mà không cần phẫu thuật. Tuy nhiên, tính đến  năm 2018, điều này đã không được thực hiện, có thể là do "những bất đồng trong Chính phủ".
Vào tháng 8 năm 2016, Audrey Tang, một lập trình viên phần mềm hàng đầu, được bổ nhiệm bởi chính quyền bà Thái vào Nội các và trở thành bộ trưởng chuyển giới đầu tiên của Đài Loan. Vai trò của cô là Bộ trưởng không có danh mục đầu tư (tức là không có bộ đặc biệt) liên quan đến việc giúp các cơ quan chính phủ truyền đạt các mục tiêu chính sách và quản lý thông tin do chính phủ công bố, thông qua các phương tiện kỹ thuật số.
Vào tháng 1 năm 2018, đã có thông báo rằng kế hoạch giới thiệu tùy chọn giới tính thứ ba trên các giấy tờ tùy thân, chẳng hạn như hộ chiếu và Thẻ nhận dạng quốc gia, sẽ được thực hiện trong tương lai gần. Vào tháng 11 năm 2018, Chen Mei-ling, Bộ trưởng của Hội đồng phát triển quốc gia, tuyên bố rằng các kế hoạch này sẽ có hiệu lực vào năm 2020.

## Liệu pháp chuyển đổi
Liệu pháp chuyển đổi có tác động tiêu cực đến cuộc sống của người LGBT và có thể dẫn đến lòng tự trọng thấp, trầm cảm và ý tưởng tự tử.
Vào ngày 13 tháng 5 năm 2016, Văn phòng Y tế của Chính quyền thành phố Đài Trung đã thông báo rằng các tổ chức y tế ở Đài Trung bị cấm tham gia vào liệu pháp chuyển đổi. Theo Shader Liu, thành viên của Ủy ban bình đẳng giới của Đài Trung, bất kỳ nhóm nào - y tế, dân sự hoặc tôn giáo - thực hiện 'điều trị' đều vi phạm Đạo luật bác sĩ (tiếng Trung: 醫師法) và Đạo luật tâm lý (tiếng Trung: 心理師法). Ủy ban đã yêu cầu Bộ Y tế và Phúc lợi đưa ra quy định mới áp dụng trên toàn quốc, để loại bỏ thông lệ.
Vào ngày 30 tháng 12 năm 2016, Bộ Y tế và Phúc lợi đã thông báo rằng họ sẽ soạn thảo một sửa đổi đối với Đạo luật Bác sĩ để cấm điều trị chuyển đổi. Hiệp hội Tâm thần học và Nhân quyền Đài Loan khuyến nghị trị liệu chuyển đổi bị cấm. Các thành viên của công chúng đã có cơ hội đưa ra ý kiến của họ về dự thảo sửa đổi trong 60 ngày, sau đó Bộ có thể ban hành các quy định dựa trên dự thảo. Các quy định dự kiến sẽ bỏ qua Nghị viện vào cuối tháng 1 năm 2017 và có hiệu lực vào tháng 3 năm 2017. Theo Đạo luật bác sĩ, các bác sĩ tham gia vào các phương pháp điều trị bị cấm sẽ bị phạt tiền từ 100.000 Đài tệ (3.095 đô la Mỹ) đến 500.000 đô la Mỹ (15.850 đô la Mỹ) và có thể bị đình chỉ từ một tháng đến một năm. Tuy nhiên, các quy định đề xuất đã bị đình trệ bởi sự kháng cự quyết liệt từ các nhóm chống LGBT.
Thay vì thúc đẩy sửa đổi pháp lý hoặc các quy định mới, vào ngày 22 tháng 2 năm 2018, Bộ Y tế và Phúc lợi đã gửi thư cho tất cả các cơ quan y tế địa phương về vấn đề này, trong đó cấm chuyển đổi một cách hiệu quả. trị liệu. Trong thư, Bộ tuyên bố rằng chuyển đổi xu hướng tình dục không được coi là một hành vi chăm sóc sức khỏe hợp pháp và bất kỳ cá nhân nào thực hiện cái gọi là liệu pháp đều có thể bị truy tố theo Bộ luật hình sự hoặc Bảo vệ Đạo luật Phúc lợi và Quyền trẻ em và Thanh thiếu niên (tiếng Trung: 兒童及少年福利與權益保障法), tùy hoàn cảnh.

## Bảng tóm tắt
| Hoạt động tình dục đồng giới hợp pháp                                                                                       | (Luôn hợp pháp)                                                                  |
| Độ tuổi đồng ý | (Luôn luôn bằng nhau)                                                            |
| Luật chống phân biệt đối xử trong việc làm                                                                                  | (Từ năm 2007)                                                                    |
| Luật chống phân biệt đối xử trong giáo dục                                                                                  | (Từ năm 2004)                                                                    |
| Luật chống phân biệt đối xử trong việc cung cấp hàng hóa và dịch vụ                                                         | (Từ năm 2017)                                                                    |
| Luật chống phân biệt đối xử trong tất cả các lĩnh vực khác (bao gồm phân biệt đối xử gián tiếp, ngôn từ kích động thù địch) | (Từ năm 2017)                                                                    |
| Hôn nhân đồng giới | (Từ năm 2019)                                                                    |
| Công nhận các cặp đồng giới                                                                                                 | (Toàn quốc kể từ năm 2019)                                                       |
| Nhận nuôi con riêng của các cặp vợ chồng đồng giới                                                                          | (Từ năm 2019)                                                                    |
| Nhận con nuôi chung của các cặp đồng giới                                                                                   | No                                                                               |
| Người LGB được phép phục vụ trong quân đội                                                                                  | (Từ năm 2002)                                                                    |
| Quyền thay đổi giới tính hợp pháp                                                                                           | (Từ năm 2008; yêu cầu phẫu thuật, loại bỏ yêu cầu phẫu thuật đề xuất)            |
| Liệu pháp chuyển đổi ngoài vòng pháp luật                                                                                   | (Từ năm 2018)                                                                    |
| Truy cập IVF cho đồng tính nữ                                                                                               | / (Các cặp vợ chồng và phụ nữ độc thân có thể tiếp cận phương pháp điều trị IVF) |
| Mang thai hộ thương mại cho các cặp đồng tính nam                                                                           | (Cấm cho các cặp vợ chồng dị tính cũng vậy)                                      |
| NQHN được phép hiến máu | / (Thời gian trì hoãn 5 năm)                                                     |